# بلدریا
The Blederija (سیریلیک صربی: Бледерија) یک اثر طبیعی در شرق صربستان است. تحت حفاظت دولت به عنوان پدیده زمین‌شناسی قرار گرفت و شامل تشکیلات زمین‌شناسی مختلف (چشمه‌های کارستی، غارها، آبشار) در حوزه آبخیز رودخانه بلدریا، در کوه میروک است.

## مکان
این ذخیره‌گاه در دامنه‌های مرکزی شرقی کوه میروک واقع شده است.
آبشار، به عنوان ویژگی مرکزی منطقه، ۴ کیلومتر (۲٫۵ مایل) دور از نزدیکترین روستا است، رکا، ۱۲ کیلومتر (۷٫۵ مایل) از برزا پالانکا و ۳۱ کیلومتر (۱۹ مایل) از مقر شهرداری کلادووا فاصله دارد.

## جغرافیا
رودخانه بلدریا از چهار چشمه کارستی در میروک در ارتفاع ۳۸۹ متر (۱٬۲۷۶ فوت)، زیر قله توپلا بارا سرچشمه می‌گیرد. چشمه‌ها ۵ متر (۱۶ فوت) از یکدیگر فاصله دارند. برخی از آنها سرد یخی هستند، در حالی که برخی دیگر زیر حرارت هستند - دمای آب یکی حدود ۸ درجه سلسیوس (۴۶ درجه فارنهایت) و دیگری دارای ۱۷ درجه سلسیوس (۶۳ درجه فارنهایت) ثابت است.
این رودخانه پس از طی جریان ۲ کیلومتر (۱٫۲ مایل) آبشار بلدریا با ۸ متر (۲۶ فوت) ارتفاع را تشکیل داده و قبل از رسیدن به آن چندین آبشار دیگ را در منطقه جنگلی تشکیل می‌دهد. آب به سبک پرده بر روی نوار توفا می‌ریزد و حوضچه ای را به شکل وان توفا تشکیل می‌دهد. دریاچه ای کوچکی با آب فیروزه ای رنگ را در خود جای داده است. در پایین دست دریاچه دیگری و حتی کم عمق تر وجود دارد. از آنجا پس از چندین آبشار رود به دره می‌رسد.
چندین غار باقی مانده از آبشار و منظره خوش‌منظر در محل شهر قرون وسطایی سابق باقی مانده است. بزرگ‌ترین غار سوکولوویکا است که از آن نهری به همین نام سرچشمه می‌گیرد که ۲٫۵ کیلومتر (۱٫۶ مایل) دور از آبشار، پایین دست شهر سابق است. غار آماده‌سازی نشده و برای بازدیدکنندگان باز نشده است. چشمه در غار منقطع و به شکل چاه آب (ورلو) است.

## گردشگری
تا سال ۲۰۱۹، بلدریا برای مردم غیر محلی تقریباً ناشناخته بود و لقب: بهترین راز نگه‌داشته شده جرداپ را داشت. از زمانی که به لطف ایجاد ذخیره‌گاه طبیعی مورد توجه قرار گرفت، تعداد بازدیدکنندگان افزایش یافت. برنامه‌ریزی‌هایی برای احداث جاده مناسب به داخل ذخیره‌گاه، مسیر دسترسی مستقیم به آبشار، تابلوهای گردشگری، نگهبانی و غیره انجام می‌شود. با این حال، دوستداران محیط‌زیست خاطرنشان کردند که حتی بازدیدکنندگانی که هنوز تعداد اندکی هستند، در منطقه زباله می‌ریزند و بطری‌ها و کیسه‌های پلاستیکی را به جا می‌گذارند و شاید باید دسترسی به منطقه محدود شود.